# 黄岩孔廟
黄岩孔廟（こうがんこうびょう）は、中華人民共和国浙江省台州市黄岩区学前巷に位置する孔子廟。

## 歴史
黄岩孔廟は唐代（618年-907年）に建立された。北宋の治平3年（1066年）、明因寺の北部に移転した。元豊6年（1083年）現在地に移転した。清の道光2年（1822年）、大成門・大成殿を再建した。
1989年12月、浙江省人民政府は文廟を浙江省文物保護単位に認定した。

## 建築物
大門、文奎閣、泮池、泮橋、大成門、神祠衣亭、大成殿、東廡、西廡